# Worldometer
Worldometer，之前称为Worldometers，是一家提供各类实时统计数据的网站。该网站隶属于美国的一家独立数字媒体公司（Dadax），由一群包括开发者、研究人员以及志愿者组成的国际团队维护。该网站自称是完全独立，并通过实时网络广告获得经费。
该网站提供34种不同语言，其统计的实时数据包括世界人口、政府经济数据、环境数据、食物及饮用水、能源信息等。
2019冠状病毒病疫情期间，该网站因提供多项相关实时数据和分析而广为人知。其提供的数据得到了英国政府、泰国政府、越南政府、巴基斯坦政府、美国约翰霍普金斯大学、以及包括美国《纽约时报》、英国广播公司（BBC）、英国《金融时报》等在内媒体的引用。